# Sixten Wackström
Sixten Wackström (* 2. August 1960 in Porvoo) ist ein ehemaliger finnischer Radrennfahrer und nationaler Meister im Radsport.

## Sportliche Laufbahn
1976 gewann er seinen ersten nationalen Titel in der Männerklasse, als er mit seiner Vereinsmannschaft bei der finnischen Meisterschaft in der Mannschaftsverfolgung siegte (gemeinsam mit Patrick Wackström und Harry Hannus), obgleich er noch Jugendfahrer war. Diesen Titel gewann er auch 1978, 1980, 1981 und 1983. 1983 siegte er gemeinsam mit seinen Brüdern Patrick und Stefan.
In den Jahren 1980, 1983 und 1984 wurde er finnischer Meister im 1000-Meter-Zeitfahren. 1979, 1980, 1981 und 1984 wurde er finnischer Meister in der Einerverfolgung. Bei den Nordischen Meisterschaften gewann 1984 bei der Einer- und Mannschaftsverfolgung Gold.
Auch als Straßenfahrer war er erfolgreich. 1979 gewann er das schwedische Skandisloppet. 1980 gewann er die Goldmedaille bei den Nordischen Meisterschaften im Straßenrennen, der ursprüngliche Sieger Vagn Pedersen wurde nachträglich wegen Dopings disqualifiziert. Beim Sieg von Michael Marx in der Berliner Etappenfahrt 1981 wurde er Dritter.
Wackström war Teilnehmer der Olympischen Sommerspiele 1980 in Moskau (7. Platz im Mannschaftszeitfahren, im Einzelrennen schied er aus, 11. Rang in der Einerverfolgung) und der Spiele 1984 in Los Angeles (13. Platz im Mannschaftszeitfahren und Start in der Einerverfolgung).
Bei den UCI-Straßen-Weltmeisterschaften war er 1979, 1981 und 1983 im Mannschaftszeitfahren am Start. Er startete für den Verein Porvoon Akilles.

## Familiäres
Er ist der Sohn von Ole Wackström, der einer der erfolgreichsten finnischen Radrennfahrer war. Auch seine Brüder Patrick und Stefan waren Radrennfahrer.